# قتل سزار (پیلوتی)
قتل سزار یک نقاشی اثر کارل فون پیلوتی است که ترور ژولیوس سزار را تصویر می‌کشد.

## شرح
سزار در مرکز نقاشی قرار دارد و یک توگای قرمز به تن دارد. در حالیکه سرولیوس کاسکا دزدکی پشت سر سزار می‌رود و سعی می‌کند با خنجر سزار را بزند، تیلیوس سیمبر در حال کشیدن توگای سزار است تا هم حواس او را پرت کند و هم او را ثابت نگه دارد.